# Зотинский сельсовет (Красноярский край)
Зотинский сельсовет — сельское поселение в Туруханском районе Красноярского края.
Административный центр — село Зотино.

## История
Статус и границы сельского поселения установлены Законом Красноярского края от 28 января 2005 года № 13-2925 «Об установлении границ и наделении соответствующим статусом муниципального образования Туруханский район и находящихся в его границах иных муниципальных образований». 
Летом 1922 года в деревне Зотино произошло падение метеорита.
В 2006 году в 20 км от села Зотино была построена башня из стали для сбора информации о парниковых газах, аэрозольных частицах и о погоде.
В октябре 2015 года сгорела Зотинская общеобразовательная средняя школа, обучение проводят в старом здании младшей школы, которое ранее было признанно аварийным.

## Население
| 2010 | 2012 | 2013 | 2014 | 2015 | 2016 | 2017 |
| ---- | ---- | ---- | ---- | ---- | ---- | ---- |
| 544  | ↘534 | ↘514 | ↘498 | ↘482 | ↘462 | ↘447 |
| 2020 | 2021 |      |      |      |      |      |
| ↘417 | ↘371 |      |      |      |      |      |

## Состав сельского поселения
В состав сельского поселения входит один населённый пункт — село Зотино.

## Местное самоуправление
Зотинский сельский Совет депутатов
Дата избрания : 13.09.2020. Срок полномочий: 5 лет. Количество депутатов: 7
Глава муниципального образования
- Опарина Полина Георгиевна. Дата избрания: 08.12.2018. Срок полномочий: 5 лет